# 雷姆戰役
雷姆戰役（希伯來語：‎，阿拉伯语：‎）發生於2023年10月7日，哈馬斯在2023年10月加沙—以色列衝突期間發動阿克薩風暴行動。在阿克薩風暴行動開始不到五個小時後，上午10點，有報導稱在雷姆軍事基地外發生了戰鬥，該基地是加薩師的司令部，後來有報導稱，哈馬斯控制了雷姆軍事基地，並俘虜了幾名以色列士兵。隨後，以色列國防軍在當日重新控制軍事基地。

## 另見
- 羅伊·利維，戰鬥中陣亡者之一
- 2023年以色列雷姆音樂節大屠殺，一場發生在戰鬥中的大屠殺